# Homoneura subcostalis
Homoneura subcostalis är en tvåvingeart som beskrevs av Mitsuhiro Sasakawa 1992. Homoneura subcostalis ingår i släktet Homoneura och familjen lövflugor. Inga underarter finns listade i Catalogue of Life.